# Aska, Dals och Bobergs domsaga
Aska, Dals och Bobergs domsaga var en domsaga i Östergötlands län, bildad 1850 ur delar av  Aska och Göstrings häraders domsaga, Dals och Lysings häraders domsaga och Bobergs, Gullbergs, Bråbo och Finspånga läns häraders domsaga. Domsagan avskaffades 1 januari 1971 genom tingsrättsreformen i Sverige och dess verksamhet överfördes till Motala tingsrätt.
Domsagan omfattade häraderna Aska, Dal och Boberg och lydde under Göta hovrätt.

## Tingslag
Den 1 september 1907 (enligt beslut den 8 juni 1906) slogs alla tingslagen i domsagan ihop för att bilda Aska, Dals och Bobergs domsagas tingslag.

### Från 1850
- Aska tingslag
- Bobergs tingslag
- Dals tingslag

### Från 1907
- Aska, Dals och Bobergs domsagas tingslag

## Häradshövdingar
| Ämbetstid | Namn                | Levnadsperiod |
| --------- | ------------------- | ------------- |
| 1850–1854 | Carl Gustaf Bolin   | 1779–1854     |
| 1855–1872 | Carl Oskar Modig    | 1811–1872     |
| 1872–1881 | Carl Gustaf Östlund | 1833–1900     |
| 1881–1909 | Otto Wijkmark       | 1841–1909     |
| 1909–1938 | Axel Fredrik Törner | 1868–1953     |
| 1938–1950 | Ragnar Seldén       | 1883–1955     |
| 1950–1968 | Otto Schell         | 1901–1987     |
| 1968–1970 | Bertil Adéll        | 1914–1983     |

## Valkrets för val till andra kammaren
Mellan andrakammarvalen 1866 och 1908 utgjorde Aska, Dals och Bobergs domsaga en valkrets: Aska, Dals och Bobergs domsagas valkrets. Valkretsen avskaffades vid införandet av proportionellt valsystem inför valet 1911 och uppgick då i Östergötlands läns norra valkrets.